# Frampton Cotterell
Frampton Cotterell is een civil parish in het bestuurlijke gebied South Gloucestershire, in het Engelse graafschap Gloucestershire met 6520 inwoners.

## Galerij

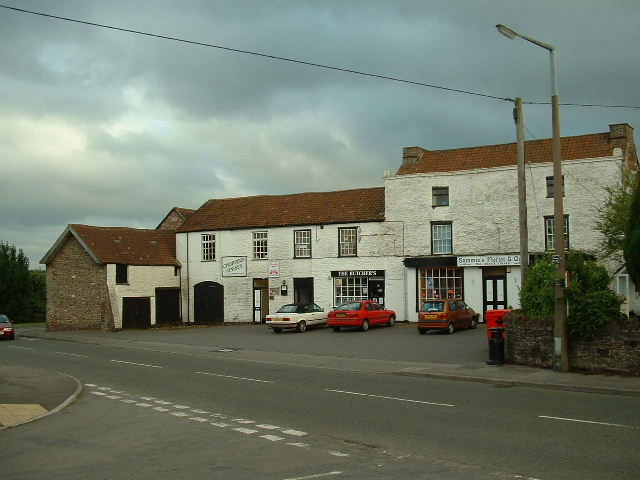
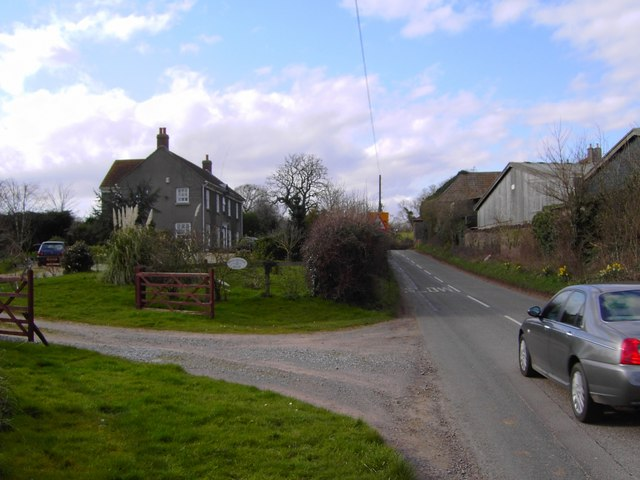